# トレバゼーレゲ
トレバゼーレゲ（伊: Trebaseleghe）は、イタリア共和国ヴェネト州パドヴァ県にある、人口約13,000人の基礎自治体（コムーネ）。

## 地理

### 位置・広がり

#### 隣接コムーネ
隣接するコムーネは以下の通り。括弧内のVEはヴェネツィア県、TVはトレヴィーゾ県所属を示す。
- カンポザンピエーロ
- マッサンザーゴ
- ノアーレ (VE)
- ピオンビーノ・デーゼ
- スコルツェ (VE)
- ゼーロ・ブランコ (TV)

### 気候分類・地震分類
トレバゼーレゲにおけるイタリアの気候分類 (it) および度日は、zona E, 2412 GGである。
また、イタリアの地震リスク階級 (it) では、zona 3 (sismicità bassa) に分類される。

## 行政

### 分離集落
トレバゼーレゲには、以下の分離集落（フラツィオーネ）がある。
- Fossalta, Sant'Ambrogio, Silvelle